# Cengio
Cengio – miejscowość i gmina we Włoszech, w regionie Liguria, w prowincji Savona.
Według danych na rok 2004 gminę zamieszkiwało 3776 osób, 209,8 os./km².